# Labroides pectoralis
 Labroides pectoralis és una espècie de peix de la família dels làbrids i de l'ordre dels perciformes.

## Morfologia
Els mascles poden assolir els 11 cm de longitud total.

## Distribució geogràfica
Es troba des de l'est de l'Índic fins a les Illes de la Línia, Pitcairn i la Gran Barrera de Corall.